# Bollullos Par del Condado
Bollullos Par del Condado ist eine spanische Stadt in der Provinz Huelva in der autonomen Region Andalusien. 2024 hatte die Gemeinde 14.359 Einwohner. Das Stadtgebiet hat eine Fläche von 50 km² und eine Bevölkerungsdichte von 291 Einw./km². Der Ort liegt 47 km von der Provinzhauptstadt Huelva entfernt.
Die Stadt ist von der Landwirtschaft geprägt: Weinanbau, Pfirsich- und Erdbeerplantagen bestimmen das Bild. Hier befindet sich auch eine der größten Winzergenossenschaften Andalusiens.

## Sehenswürdigkeiten
- Iglesia de Santiago Apóstol – die Kirche aus dem 18. Jahrhundert mit seiner Barock-Fassade ist im Inneren im Mudéjar-Stil gestaltet.
- Rathaus – Es ist ebenfalls aus dem 18. Jahrhundert und weist Mudéjar-Stilelemente auf.
- Ermita de las Mercedes – Die Kapelle wurde im 15. Jahrhundert errichtet und im 17./18. Jh. restauriert.
- Weinmuseum – Mit Führungen auf Spanisch und Englisch.